# Titta Ruffo

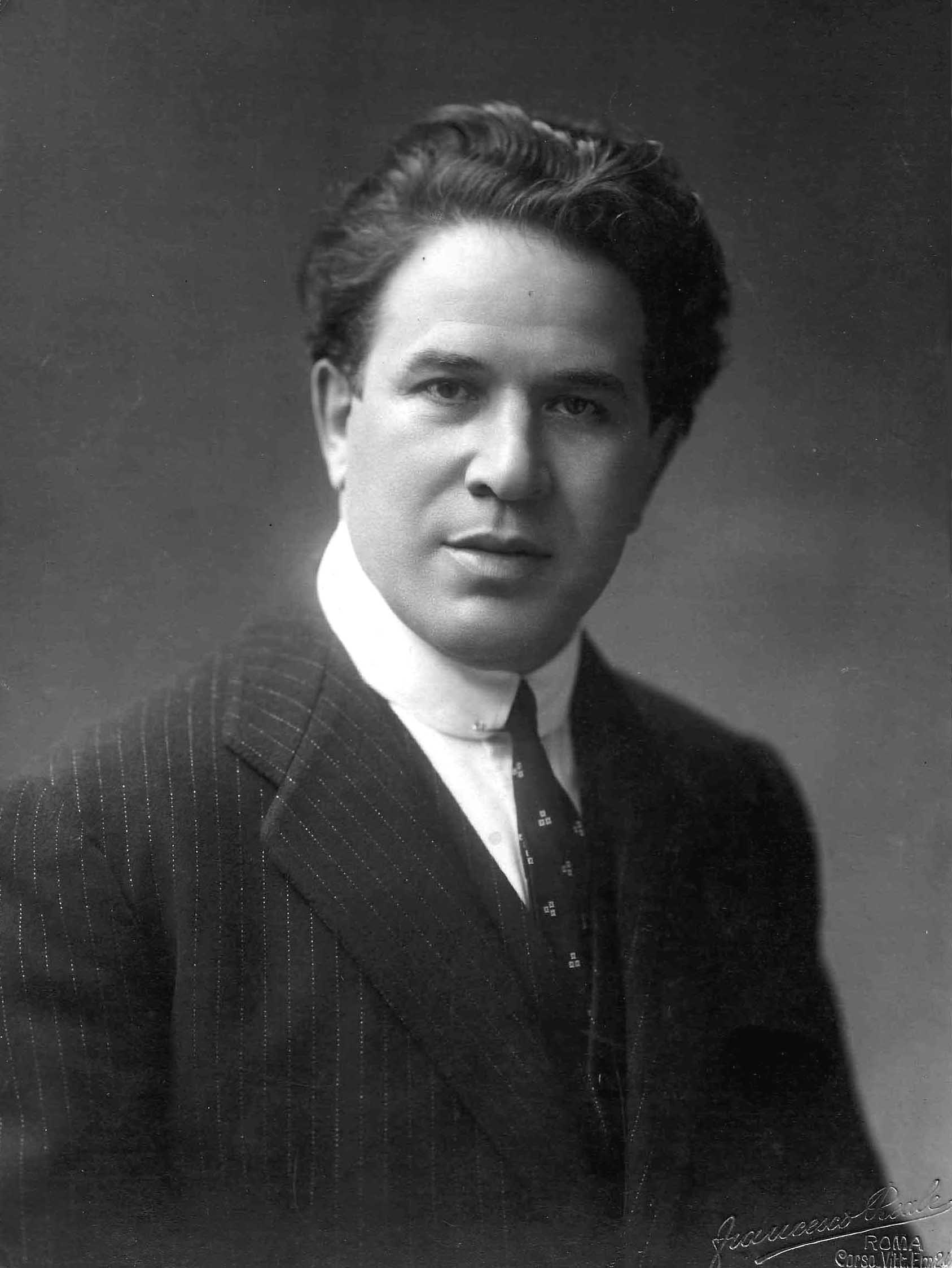
Titta Ruffo (1920er-Jahre)

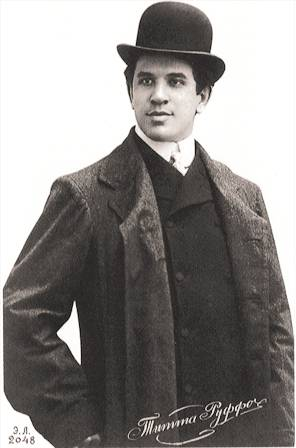
Titta Ruffo (1906)

Titta Ruffo, geboren als Ruffo Titta Cafiero, (* 9. Juni 1877 in Pisa; † 5. Juli 1953 in Florenz) war ein italienischer Opernsänger (Bariton). Laut Goruma wird er zusammen mit Enrico Caruso und Rosa Ponselle zu den zehn größten „Gesangswundern“ aller Zeiten gerechnet.

## Leben
Ruffo arbeitete zunächst in der väterlichen Schmiede. Als man ihm im Alter von achtzehn Jahren bescheinigte, er habe eine schöne Stimme, fuhr er nach Rom und sang dem bekannten Gesangslehrer Venceslao Persichini vor. Dieser nahm ihn als Schüler an der renommierten italienischen Musikhochschule Accademia Nazionale di Santa Cecilia in Rom an.
Sein Debüt erlebte Ruffo 1898 am Teatro Constanzi in Rom in der Oper Lohengrin. Er gab zahlreiche Gastspiele sowohl an  italienischen Bühnen, als auch in Südamerika und Russland. 1903 sang er im Covent Garden in London für die Dauer einer gesamten Spielzeit. 1905 sang er in der Pariser Premiere der Oper Siberia im Théâtre Sarah-Bernhardt. Am 8. November 1915 überlebte er den Untergang der Ancona im Mittelmeer. 1922 sang er in der Metropolitan Opera in New York. Ruffo sang alle klassischen Rollen wie etwa den Figaro im Barbier von Sevilla, den Don Carlo in Ernani oder den Tonio im Bajazzo. Nachdem er 37 Jahre auf der Opernbühne gestanden hatte, beendete er 1935 seine Karriere. Als Gegner des Mussolini-Regimes wurde er in jener Zeit geächtet, sein sozialistischer Schwager Giacomo Matteotti wurde von den Faschisten ermordet. Von Ruffo existieren noch alte Plattenaufnahmen, die zum Teil neu als CD verlegt werden.